# 費多里夫卡 (布利茲紐基區)
48°40′12″N 36°36′14″E / 48.67000°N 36.60389°E
費多里夫卡（烏克蘭語：Федорівка）是位於烏克蘭東部的村莊，隸屬哈爾科夫州洛佐瓦區的布利茲紐基市鎮。該村毗鄰多布羅維爾利亞和巴甫利夫卡，始建於1775年，面積0.12平方公里，海拔高度89米，2001年人口113。